# Grand feu du Saguenay–Lac-Saint-Jean
Le Grand feu du Saguenay–Lac-Saint-Jean est un incendie qui s'est propagé au cours du printemps 1870 sur environ 3 800 km2 de la région du Saguenay–Lac-Saint-Jean, au Québec (Canada).

## Déroulement
Probablement provoqué par des abattis, le feu débuta près de la rivière à l'Ours à Saint-Félicien vers onze heures le 19 mai 1870 pour s'étendre jusqu'à la Baie des Ha! Ha!, à 120 kilomètres, en 2 heures[réf. souhaitée],.
Les habitants se réfugient dans des caveaux ou dans des cours d'eau. Le soir, vers six heures, tout se calme.

## Bilan
Le 28 mai 1870, le bureau de l'Agriculture et des Travaux Publics de la province de Québec mandate Pierre Boucher de LaBruyère afin de fournir un rapport des pertes, les ressources restantes des sinistrés et l'assistance offerte par la communauté à ceux-ci. Le rapport de Boucher de LaBruyère est percutant : 
« J'ai trouvé partout la désolation et la ruine la plus complète. Animaux, bâtisses, clôtures, semences, forêt, tout est presque disparu, et, ce qu'il y a de plus triste à dire, sept personnes sont péries dans l'incendie et un grand nombre ont reçu des brûlures très graves, La plupart des malheureux colons n'ont échappé à la mort qu'en se renfermant dans des caveaux construits sous terre ou en se réfugiant dans les lacs et les rivières. »  
Officiellement, ce sont 555 familles qui se retrouvent sans logis et ayant tout perdu (ferme, animaux, récolte…) et 146 avec des pertes importantes. Ces quelque 700 familles représentaient 30 % de la population, et furent relocalisées. 5 personnes perdirent la vie. 
Le gouvernement a offert un don de 3000$ afin de soutenir les sinistrés. Ce montant a permis de fournir des habits, de la farine et des semences. 